# 유엔 총회

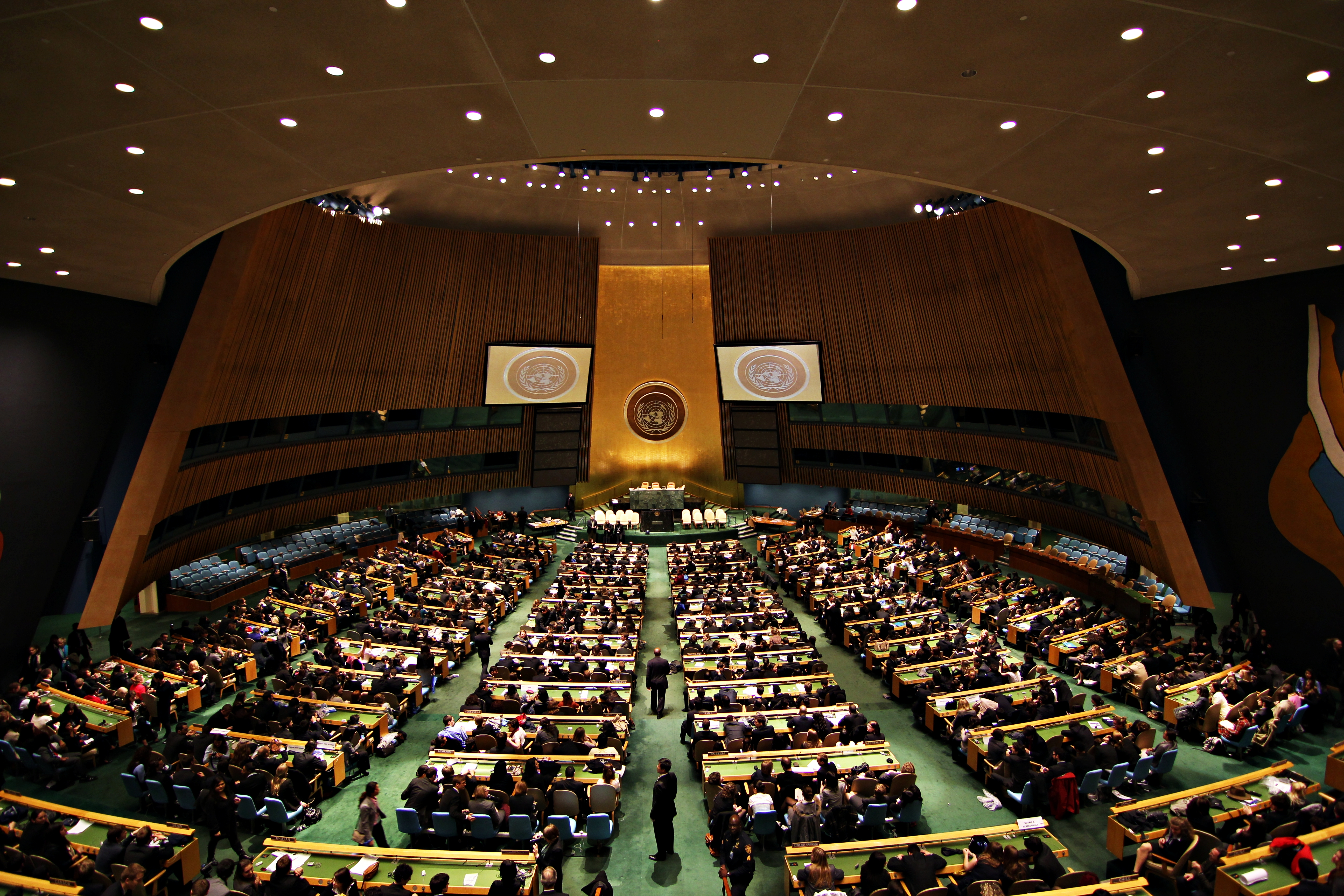
유엔 총회

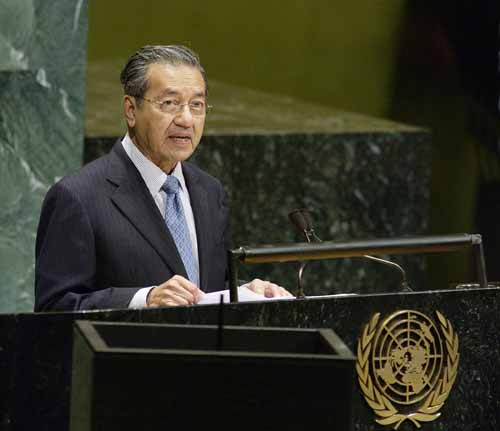
말레이시아의 총리 마하티르 빈 모하맛는 2003년 9월 25일 뉴욕에서 열린 유엔 총회에서 연설하고 있다.

유엔 총회(-總會, 영어: United Nations General Assembly, UNGA 유나이티드 네이션스 제너럴 어셈블리[*], 프랑스어: Assemblée générale des Nations unies 아셈블레 제네랄 데 나시옹 쥐니[*], 중국어: 联合国大会, 병음: Liánhéguó dàhuì 롄허궈 다후이[*], 러시아어: Генеральная Ассамблея Организации Объединённых Наций 게네랄나야 아삼블레야 오르가니자치 오비예디뇬니흐 나치[*], 스페인어: Asamblea General de las Naciones Unidas 아삼블레아 헤네랄 데 라스 나시오네스 우니다스[*], 아랍어: مجلس أمن الأمم المتحدة 알자메야트 알레아마트 릴우맘 알무타히다[*])는 5개의 중요한 유엔 기구 가운데 하나이다. 모든 유엔 회원국으로 구성되고, 매년 정기적인 회기를 통해 모이게 된다. 5곳의 핵심적인 유엔 기구는 유엔 안전 보장 이사회, 유엔 경제 사회 이사회, 유엔 신탁 통치 이사회, 국제 사법 재판소, 유엔 사무국으로 구분된다.

## 기능
모든 가맹국들로 이루어진 유엔 총회에서 각 나라들은 5명의 대표와 5명의 양자 택일의 대표들은 물론 많은 조언자들을 보낸다. 그러나 각각의 가맹국은 단 하나의 투표권을 가진다. 유엔 총회는 해마다 열리는 회의가 시작될 때마다 새 의장과 부의장을 선출한다. 유엔 총회 의장의 주요 임무는 총회의 논의와 그 일을 지시하고 이끄는 일이다.

### 능력
총회는 다른 유엔 기관의 모든 것을 위한 어떤 길에 책임을 지고 있다. 다른 기관들의 회원들을 선출하거나 그 임무를 지니며, 유엔 조직들의 운영을 지시한다. 또한 유엔의 예산을 조절하기도 한다.
총회는 유엔의 일에 근심을 둔 여러 의문을 논의하고 있다. 그 일은 가맹국들의 투표를 통한 결정들을 도달한다. 투표의 결과로 총회는 다른 조직들이나 가맹국들에 의하여 활동들이 취해지는데 제안한다. 유엔 헌장에 의하면, 순종을 해야 하는 가맹국들에 의해서만 내려진 결정들만이 유엔의 예산에 투표들이다. 총회에 의하여 내려진 모든 다른 결정들은 단순적으로 권고이다.
평화를 지키는 데 총회의 책임은 안전 보장 이사회의 비슷한 책임에만 두 번째이다. 총회가 취하는 평화 유지 활동은 헌장이 채택된 이래 증강하였다. 유엔의 초창기에는 안전 보장 이사회에서 뚜렷한 의견 차이가 많은 사건에 활동으로부터 이사회를 방지하였다. 1950년, 총회는 "평화를 위한 조화"라 불리는 결의를 인정하였다. 이 결의는 평화에 위협이 가해지거나 안전 보장 이사회가 활동에 실패할 때마다 총회에 단계를 내리는 권력을 주었다. 비상 사태의 경우에는 유엔군을 포함한 유엔의 활동을 추천한다.

### 회의와 투표
총회는 각 해마다 정규적 회의(정기 총회)를 열며, 9월의 세 번째 화요일에 시작하여 대략 3개월간 지속된다. 특별 회의는 안전 보장 이사회나 다수 가맹국의 의문이 있을 때 열고 있다. 몇몇의 특별 회의들은 평화 유지와 재정 같은 문제를 의논하는 데 열린다. "평화를 위한 조화"는 긴급 특별 회의를 위해 형성되었다. 평화에 위협이 가해지고 안전 보장 이사회가 활동에 실패하면 24시간 통보를 받으면서 회의가 열릴 수 있다. 여러 안전 보장 이사회의 9개국이나 유엔 회원국의 다수가 긴급 특별 회의를 열 수 있다. 이런 회들은 중동, 헝가리와 세계의 다른 곳들의 상황을 위하여 열렸다.
2000년 9월에 "새천년 총회"라 불리는 55회 회의를 열었다. 150개의 지도자들이 유엔 본부에 모여 유엔의 역할과 향하고 있는 도전들을 논의하였다. 이 회의는 세계 지도자들이 모인 가장 큰 모임이었다.
총회에서 선출된 많은 의문점은 단순한 다수결에 의하여 결정된다. 헌장에 의하여 "중요한 의문점"으로 불리는 어떤 주제들은 다수결 3분의1을 필요로 한다. 이런 화제들은 평화, 안전과 새로운 가맹국들을 선출하는 일들을 포함한다. 총회의 단순한 다수결은 또한 중요한 일에 의문을 두고 있다.

### 위원회
유엔은 총회가 자기들의 일에 계속할 수 있는 도움을 필요하면서 많은 위원회를 창설할 수 있도록 허락하였다. 총회는 1·2·3·4·5·6회의 위원회와 특별 정치 위원회를 두고 있다. 모든 가맹국들은 이 모든 위원회에 대표를 두고 있다.
1회 위원회는 정치적과 안정적 의문들과 군사 조정을 논의한고, 특별 정치 위원회는 1회 위원회를 원조한다. 2회 위원회는 경제와 재정적 의문, 3회 위원회는 사회와 문화적 문제들, 4회 위원회는 자치정부가 아닌 나라들의 문제들을 처리하고 있다. 5회 위원회는 행정과 예산 문제를, 6회 위원회는 법률의 의문을 다룬다. 각각의 위원회는 지정된 문제를 공부하면서 총회에 추천한다.
총회는 다른 위원회들을 세우기도 한다. 그들은 각각의 회의를 결성하고 지휘하는 데 도움을 주면서 2회와 5회의 위원회들에 재정과 예산 일들을 조언하거나 핵 에너지와 식민 정책, 평화 유지에 관련된 문제들을 다룬다.

## 유엔 총회 결의
총회에는 매년 수많은 결의안이 제출되고 결의로 채택된다. 가장 유명한 유엔 총회 결의는 세계인권선언이다. 결의는 권고적 효력만 있을 뿐 법적 구속력은 없는 것이 원칙이나, 압도적 찬성 또는 만장일치로 결의된 것은 국제관습법이 성립한 것으로 보아 비회원국을 포함한 전 세계 모든 국가에 대해 법적 구속력이 있다고 본다.

## UN 특별 총회
유엔 안전 보장 이사회의 요청이나 유엔 회원국의 과반수가 요구하면 UN  특별 회의를 소집 할 수 있다.

### 2016년 UN 특별 총회
2016년 UN 총회에서는 마약에 관한 전쟁과 약물 치료, 재활 및 관련 문제를 다루는 방법에 대한 단일 마약 협약과 같은 국제 마약 조약을 재검토하라는 제안에 대해 2016년에 특별 세션이 개최되었다.

### 기타 특별 총회
1947년에 개최 된 유엔 총회 특별 세션에서 당시 특별 세션의 회장이었던 오스발도 아란하(Osvaldo Aranha)는 오늘날까지 계속 된 UN 특별 총회 전통에 따라서 국제 포럼의 첫 번째 발표 연사는 항상 브라질인이다. 유엔 안전 보장 이사회가 상임 이사국 간의 의견 불일치로 국제 평화와 안전을 유지하는 방안에 합의를 못하면, 총회는 긴급 특별 회기를 소집하고 유엔 총회 결의 377호에 따라, 기타 특별 총회를 개최하여 UN 차원에서 평화와 안보를 보장 할 권한을 가진다.
제11회 유엔 총회 긴급 특별회의가 2022년 열렸다.

## 대한민국의 역대 총회 참석 현황

1948년, 파리 유엔총회에 대한민국 승인을 위해 파견된 한국대표단. 앞줄 왼쪽부터 모윤숙, 조병옥, 장면, 김활란. 뒷줄 왼쪽부터 정일형, 김우평, 장기영, 김준구.

- 제3차 (프랑스 파리, 1948년 12월 7일~ 12월 12일) : 장면(단장), 장기영, 김활란, 조병옥(교체단장), 모윤숙, 한표욱, 정일형, 전규홍, 김우평, 김준구

대한민국의 승인을 얻음 (찬성 48개국, 반대 6개국, 기권 1개국)
- 제4차 (1949년) : 조병옥(단장), 장면
- 제5차 (프랑스 파리, 1950년) : 임병직(단장), 장면, 장택상, 김동성, 임영신
- 제6차 (프랑스 파리, 1951년 11월) : 장면(단장), 임병직, 장택상, 이묘묵, 전규홍, 안연생. 당시, 장면은 건강이 좋지 않았으나 “대한민국을 새로 수립하고 유엔의 승인을 받을 때에도 임자가 활약했고, 유엔 사정에도 다른 사람보다 정통하니, 이번에도 국무 총리 현직을 가진 채 수석 대표로 유엔 총회에 참석하라”[1] :42는 이승만의 간곡한 권유가 있었다. 실제로, 일행이 파리에 도착하게 된 직후 갑자기 대표단장인 장면이 지병인 황달로 자리에 눕게 되어 조병옥을 중심으로 하여 임병직, 전규홍, 이묘묵 등이 회의에 활약하게 되었다.[2] :112 당시 한국 대표들은 사명을 띠고 외국에 나가는 경우에도 하루에 8달러 밖에 받지 못하였는데, 이것으로는 실제 호텔 방값과 아침 식사 한 끼 밖에는 못할 형편이어서 대표들은 각자 사비를 좀 준비해 가기는 했지만 궁색하였고[2] :112, 손과 발과 입으로만 우방에게 설득, 양해, 동조를 구하였다.[2] :112
- 제7차 (1952년) : 변영태(단장), 임병직, 양유찬, 한표욱, 이재항, 서재식, 전상진
- 제8차(1953년) : 변영태(단장), 양유찬, 임병직, 한표욱, 최덕신, 이수영, 이재항, 한유동,
- 제9차(1954년) :  변영태(단장), 임병직, 양유찬, 최순주, 윤치영, 이재항, 한유동
- 제10차(1955년) : 임병직(단장), 양유찬, 한표욱, 최순주, 김의준,
- 제11차(1956년) : 양유찬(단장), 임병직, 한표욱, 장경근, 김준연, 김활란, 김동조, 윤석헌, 장기붕
- 제12차(1957년) : 양유찬(단장), 임병직, 한표욱, 김법린, 민관식, 김형근, 김활란, 김영주, 윤석헌
- 제13차(1958년) : 양유찬(단장), 최덕신, 한표욱, 최규남, 나용균, 윤치영, 김활란, 이원경, 오중정, 윤석헌, 황호을
- 제14차(1959년) : 조정환(단장), 양유찬, 임병직, 정운갑, 이병하, 김활란
- 제15차(1960년) : 장이욱(단장), 고광림, 임창영, 임병직, 최희송, 박준규, 김재순, 윤재근, 고황경, 최두선, 차균희, 유진오, 이철승, 엄민영
- 제16차(1961년) : 최덕신(단장), 정일권, 이수영, 김준엽, 김동환, 이창희, 임윤영, 윤호근, 임병직[3]
- 제56차(2001년): 의장 한승수

## 같이 보기
- 국제관습법
- 유엔 총회 회기 목록